# Перпендикуляр
Вижте пояснителната страница за други значения на Перпендикуляр.
В геометрията две прави се наричат перпендикулярни, ако едната образува с другата два равни съседни ъгъла. Аналогично би било да наречем едната перпендикуляр към другата. Точката, в която тази права пресича другата, се нарича пета на перпендикуляра. Следователно на Фигура 1 правата AB е както перпендикуляр към CD през точка B, така и перпендикулярна на CD през точка B.
Ако две прави са перпендикулярни, двата равни ъгъла, които се получават, се наричат "прави ъгли". Тяхната големина е равна на 90°, 100 града или {\displaystyle \pi  \over 2} rad.
За сравнение вж. успоредност.

## Аналитично представяне

### Чрез наклон
В декартова координатна система две прави {\displaystyle L} е {\displaystyle M} могат да бъдат описани чрез уравненията
{\displaystyle L:\;y=ax+b,}
{\displaystyle M:\;y=cx+d,}
ако никоя от тях не е перпендикулярна на оста Ox. Тогава {\displaystyle a} и {\displaystyle c} са наклоните на двете прави. Правите {\displaystyle L} и {\displaystyle M} са перпендикулярни тогава и само тогава, когато произведението на наклоните им е -1, тоест {\displaystyle ac=-1}.

### Чрез скаларно умножение на вектори
Тъй като скаларното произведение на два вектора е равно на произведението на дължините им, умножено по косинуса на ъгъла между тях, в много геометрични задачи, в които се доказва или използва перпендикулярност, е удачно да използваме векторен апарат.
Тъй като cos(90°)=0, достатъчно е да докажем, че скаларното произведение на ненулевите вектори а→ и b→ е равно на нула, с което доказваме, че те са перпендикулярни.
Вярно е и обратното – ако ненулевите вектори а→ и b→ са перпендикуларни, то скаларното им произведение е равно на нула, чрез което лесно и удобно могат да бъдат доказани много други твърдения.

## Построяване на перпендикуляр в дадена равнина
За да построим перпендикуляра към AB през P с помощта на линийка и пергел, правим следното (Фиг. 2):
- 1 (червено): построяваме окръжност K с център P и произволен радиус d. K∩AB в точките A' и B', които са равноотдалечени от P.
- 2 (зелено): Построяваме окръжности K1 и K2 с центрове съответно точките A' и B' и радиуси съответно A'Р и B'Р, следователно и двете минават през точка P. Нека Q е другата обща точка на K1 и K2.
- 3 (синьо): PQ⊥AB.

Доказателство за тази перпендикулярност намираме чрез еднаквостта на QPA' и QPB' по три равни страни, от което следва, че ъглите OPA' и OPB' са равни. След това по две равни страни и ъгъл между тях триъгълниците OPA' и OPB' са еднакви, от което следва, че ъглите POA и POB са равни.

## Перпендикулярност в пространството

### Перпендикулярност на две кръстосани прави
Ъгъл между две кръстосани прави {\displaystyle a} и {\displaystyle b} се нарича ъгълът между {\displaystyle a} и {\displaystyle b}1, където {\displaystyle b}1 е права, успоредна на {\displaystyle b}, минаваща през точка {\displaystyle M}, лежаща върху {\displaystyle a}.
Две кръстосани прави се наричат перпендикулярни, ако ъгълът, който слючват, е прав.

### Перпендикулярност на права и равнина
Правата {\displaystyle a} се нарича перпендикулярна на равнината α, тогава и само тогава, когато всяка права в равнината α е перпендикулярна на {\displaystyle a}.
По теорема достатъчно условие за перпендикулярност между права и равнина е в равнината да съществуват две пресичащи се прави {\displaystyle b} и {\displaystyle c}, които са перпендикулярни на {\displaystyle a}.
Следователно всяка права {\displaystyle t}, успоредна на {\displaystyle a}, където {\displaystyle a} е перпендикулярна на равнината α, също е перпендикулярна на α.

### Перпендикулярност на две равнини
Когато две равнини се пресекат, между тях се образува двустенен ъгъл. Линейният ъгъл на един двустенен ъгъл е такъв ъгъл, чиито рамене лежат съответно в двете равнини, които се пресичат, и едновременно с това са перпенсикулярни на пресечницата на тези две равнини.
Когато линейният ъгъл на двустенния ъгъл на две равнини е прав, тези равнини се наричат перпендикулярни.